# Белорусский Гаюн
Белорусский Гаюн (бел. Беларускі Гаюн) — мониторинговый OSINT-проект, отслеживавший военную активность российских и белорусских войск. Мониторинговая группа была создана перед началом российско-украинской войны активистом Антоном Мотолько. Проект был назван в честь белорусского мифического персонажа лесного духа Гаюна. Литовское национальное радио и телевидение заявило, что информация, публикуемая мониторинговым проектом, является объектом частых ссылок со стороны крупных украинских СМИ, что помогает украинским гражданским и военным лучше понимать угрозы, исходящие от российских войск, которые находятся на территории Беларуси.
7 февраля 2025 года проект остановил работу.

## История
Белорусский Гаюн появился в начале января 2022 года, как мониторинговая инициатива по отслеживанию передвижения российской техники и войск по территории Беларуси. Перед проектом стояла задача наблюдать за количеством техники, перевозимой в страну и вывозимой обратно, и искать потенциальную точку размещения новой российской военной базы. Проект был создан для того, чтобы белорусы понимали, что происходит на территории Беларуси. 20 февраля 2022 года появился телеграм-канал «Гаюна», в котором команда начала публиковать информацию об выявленных российских войсках и об их перемещении. Первые два месяца войны команда была вынуждена работать круглосуточно и без выходных. В феврале и марте в среднем проекту писало по полторы тысячи человек в день. На пике это значение доходило до двух тысяч человек. В марте 2022 года МВД РБ признало телеграм-канал проекта экстремистским формированием. В апреле 2022 года на канал подписались более 360 тысяч человек. На тот момент 90 % аудитории составляли подписчики из Украины, а остальная часть — белорусы. На момент 25 февраля 2023 года на телеграм-канал проекта было подписано более полумиллиона человек.
5 февраля 2025 года канал сообщил, что «в результате несанкционированного входа был получен доступ к чату с ботом, где собиралась информация от подписчиков проекта». В результате пользователи, которые присылали информацию в бот, оказались под угрозой идентификации. 7 февраля 2025 года стало известно о первом задержании человека в связи с утечкой: им оказался работник Мозырского НПЗ.
7 февраля 2025 года канал прекратил свою деятельность.

## Принцип работы
Основным источником получения информации являлись читатели телеграм-канала. Они присылали сообщения в специальный чат-бот. На момент 11 апреля 2022 года в бота было прислано более 33 тысяч сообщений от 10 тысяч человек. Также часть информации приходит из социальных сетей, таких как Вконтакте и Одноклассники. 90 % полученной информации из социальных сетей на момент начала войны приходилось на TikTok. Помимо этого, проводился мониторинг мессенджеров и публикаций различных СМИ. Информация подвергалась структуризации и на её основе делались выводы.
В проекте разработана система фактчекинга и верификации, однако она не раскрывается, чтобы сторонним людям было сложнее предложить опубликовать дезинформацию. Иногда, когда у команды не было полной уверенности в достоверности информации, они давали её с пометкой «не подтверждено».

### Команда
Детальная информация о команде держится в секрете. На момент 11 апреля 2022 года основная часть команды работала за пределами Беларуси. В большинстве это жители Беларуси, которые были вынуждены выехать из страны из-за уголовного преследования. К 25 февраля 2023 года состав команды практически не изменился.

## Реакция белорусского государства
16 марта 2022 года МВД Республики Беларуси признало телеграм-канал и чат Белорусского Гаюна экстремистским формированием. В перечне экстремистских организаций и формирований на сайте министерства появилась запись о том, что Гаюн осуществляет экстремистскую деятельность.
В декабре 2022 года сотрудники белорусских силовых органов под видом наблюдателей Белорусского Гаюна пытались узнать личные данные и формировать досье на подписчиков проекта. Делали они это при помощи чат-ботов для знакомств. В сообщениях, в ненавязчивой форме, они просили указать ФИО, дату рождения и место проживания, а также другие личные данные.
На 8 сентября 2023 года создателю проекта было известно о 10 случаях ареста за взаимодействие с Белорусским Гаюном. Антон Мотолько заявил, что где-то люди были идентифицированы через уличное видеонаблюдение, а где-то через найденный в телефоне телеграм-бот.
В апреле 2023 года по белорусскому государственному телевидению показали фильм, в котором было рассказано про задержание айтишника Дмитрия Мостового. Авторы фильма обвинили его в создании онлайн-трансляции на аэродроме Мачулищи. Они заявили, что чат-бот «Гаюна» контролируется белорусскими силовыми органами. Издание «Зеркало» отметило, что в эфире государственного ТВ нет доказательств этим заявлениям, а вместо снимков переписки авторы использовали компьютерную графику. Администрация «Гаюна» заявила, что задержанный программист не устраивал для них прямых трансляций, а сообщения про контроль их чат-бота силовиками являются «чушью».